# Stefan Weber (Politiker)

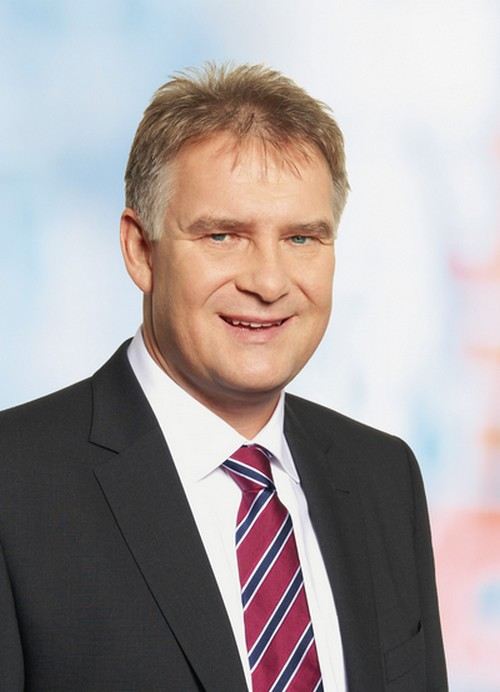
Stefan Weber, 2011

Stefan Weber (* 16. Januar 1963 in Hamburg) ist ein deutscher Politiker der Sozialdemokratischen Partei Deutschlands (SPD). Er war von 2017 bis 2022 Abgeordneter im Schleswig-Holsteinischen Landtag.

## Leben
Stefan Weber besuchte bis 1980 die Ludwig-Frahm-Schule in Hamburg-Poppenbüttel und absolvierte anschließend bis 1983 eine Ausbildung zum Einzelhandelskaufmann sowie von 1983 bis 1986 eine Ausbildung zum Erzieher an der Staatlichen Fachschule für Sozialpädagogik in Hamburg. Seit 1986 ist Weber Angestellter im Öffentlichen Dienst beim Landesbetrieb Erziehung und Beratung der Hamburger Behörde für Arbeit, Soziales, Familie und Integration.
Berufsbegleitend studierte er von 1990 bis 1994 Soziologie an der Hamburger Universität für Wirtschaft und Politik (HWP), wo er als Diplom-Sozialwirt abschloss, von 1994 bis 1996 Kriminologie als Aufbaustudium an der Universität Hamburg und von 1996 bis 2000 Sozial- und Gesundheitsmanagement an der HWP als Kontaktstudium.
Seit 2006 ist Weber Abteilungsleiter Jugendhilfe West im Landesbetrieb Erziehung und Beratung.
Er ist verheiratet und hat 2 Töchter.

## Politisches Ehren- und Hauptamt
Von 2005 bis 2023 war Weber Mitglied in der Gemeindevertretung der Gemeinde Sievershütten, ab 2008 bis 2023 dort ehrenamtlicher Bürgermeister und stellvertretender Vorsitzender des Jugend- und Sportausschusses des Amtes Kisdorf. Seit 2016 ist er im Amt auch Verbandsvorsteher des Schulverbandes. Bereits seit 2012 ist Weber Vorsitzender des SPD-Kreisverbandes Segeberg.
Bei der Landtagswahl in Schleswig-Holstein 2017 kandidierte Weber im Landtagswahlkreis Segeberg-West und musste sich dort mit 32,2 % der Erststimmen dem CDU-Kandidaten geschlagen geben, konnte aber über Platz 13 auf der SPD-Landesliste als Abgeordneter in den Landtag einziehen. Im Landtag war er Mitglied im Innen- und im Petitionsausschuss, sowie justiz-, medien- und netzpolitischer Sprecher der SPD-Landtagsfraktion. Zudem war er Vorsitzender des  Finanzausschusses.
Bei der Landtagswahl in Schleswig-Holstein 2022 konnte sich Weber im Landtagswahlkreis Segeberg-West erneut nicht durchsetzen. Da auch sein 21. Platz auf der Landesliste der SPD nicht zum Wiedereinzug in den Landtag ausreichte, schied er zum Ende der Legislaturperiode aus dem Landtag aus.